# Gunderup Sogn
Gunderup Sogn er et sogn i Aalborg Østre Provsti (Aalborg Stift).
I 1800-tallet var Nøvling Sogn anneks til Gunderup Sogn. Begge sogne hørte til Fleskum Herred i Ålborg Amt. Gunderup-Nøvling sognekommune blev ved kommunalreformen i 1970 indlemmet i Aalborg Kommune.
I Gunderup Sogn ligger Gunderup Kirke.
I sognet findes følgende autoriserede stednavne:
- Alsbjerg (areal)
- Bavnehøje (areal)
- Borredal (areal, bebyggelse)
- Essendrup (bebyggelse)
- Fjellerad (bebyggelse, ejerlav)
- Flamsted (bebyggelse, ejerlav)
- Flamsted Hede (bebyggelse)
- Flamsted Mark (bebyggelse)
- Grønhøj (areal)
- Gunderup (bebyggelse, ejerlav)
- Håls (bebyggelse, ejerlav)
- Kildevang (bebyggelse)
- Kongehøj (areal)
- Kraggårde (bebyggelse)
- Lundby (bebyggelse, ejerlav)
- Lundby Bakker (areal)
- Lundby Krat (areal, bebyggelse)
- Oppelstrup (bebyggelse, ejerlav)
- Pimphøj (areal)
- Risbjerg (areal)
- Skindbjerg (areal)
- Skovstrup (bebyggelse, ejerlav)
- Store Harebjerg (areal)
- Torderup (bebyggelse, ejerlav)
- Torderup Skal (bebyggelse)
- Trælbjerg (areal)
- Vårst (bebyggelse, ejerlav)